# Arn: The Knight Templar
Arn: The Knight Templar (originele titel: Arn: Tempelriddaren) is een Zweedse film over Arn Magnusson gebaseerd op de trilogie van Jan Guillou. De film werd uitgebracht in 2007 en kwam er door een internationale samenwerking tussen Zweden, Finland, Noorwegen, Denemarken en Duitsland. In 2008 werd ook een tv-serie uitgebracht. Het is de duurste Zweedse productie aller tijden, met een budget van 30 miljoen dollar (voor zowel de eerste film als de serie tezamen).

## Verhaal
De film gaat over een jongen, Arn Magnusson, die als kind een zware val maakt. Zijn ouders vrezen het ergste en bidden tot God om hun zoon te genezen, in wederdienst beloven ze dat hij Gods werk zal verrichten. Een wonder geschiedt en Arn geneest. Ze brengen Arn naar een klooster, waar hij zal opgroeien als monnik. Zijn mentor is een monnik die in het heilige land heeft gevochten, toen hij tot de orde van Gods Heilige Leger behoorde. De monnik leert hem een zwaard hanteren, lezen, schrijven, paardrijden en Engels. Wanneer Arn volwassen is, mag hij het klooster verlaten en keert hij terug naar zijn vader. Maar er zijn constant conflicten tussen hun clan en de koning. Arn helpt zijn oude vriend Knut om de koning te vermoorden, zodat Knut koning kan worden. Hierdoor kan Arn trouwen met zijn geliefde Cecillia. Maar er worden intriges en leugens verteld, de kerk veroordeelt Arn en Cecilia tot 20 jaar in het klooster omdat Arn Cecillia zwanger heeft gemaakt en met haar oudere zus geslapen zou hebben. Arn mag als tempelridder naar het Heilige land, Cecilia wordt zwaar mishandeld.

## Rolverdeling
- Joakim Nätterqvist - Arn Magnusson
- Sofia Helin - Cecilia Algotsdotter
- Stellan Skarsgård - Birger Brosa
- Vincent Pérez - Brother Guilbert
- Simon Callow - Father Henry
- Steven Waddington - Arnold of Torroja
- Gustaf Skarsgård - Koning Canute I van Sweden (Knut Eriksson)
- Michael Nyqvist - Magnus Folkesson
- Bibi Andersson - Mother Rikissa
- Milind Soman - Saladin
- Alex Wyndham - Armand De Gascogne
- Nicholas Boulton - Gerard de Ridefort
- Thomas W. Gabrielsson - Emund Ulvbane
- Jakob Cedergren - Ebbe Sunesson
- Julia Dufvenius - Helena Sverkersson
- Lina Englund - Katarina, Cecilia's sister
- Magnus Stenius - Knight
- Morgan Alling - Eskil Magnusson
- Fanny Risberg - Cecilia Blanka
- Anders Baasmo Christiansen - Harald
- Driss Roukhe - Fakhir
- Mirja Turestedt - Sigrid
- Joy Andersson - Canoness
- Frank Sieckel - Sigfried De Turenne
- Zakaria Atifi - Ibrahim
- Donald Högberg - Algot Pålson

## Achtergrond

### Productie
De filmproductie werd geleid door Svensk Filmindustri in samenwerking met Film i Väst, TV4 (Zweden), Danmarks Radio (Denemarken), YLE (Finland), TV 2 (Noorwegen) en Telepool (Duitsland). SVT was oorspronkelijk de grootste sponsor van het project, maar zij trokken zich terug waarna TV4 de grootste sponsor werd.
Het Zweedse deel van de film is vooral opgenomen in Västergötland. Verder zijn opnames gemaakt in Marokko en Schotland.
De film is grotendeels Zweedstalig, maar om een realistischer beeld te geven worden ook andere talen gesproken.

### Soundtrack
De muziek van de film werd gecomponeerd door Tuomas Kantelinen. Laleh nam de titelsong voor de film op: "Snö". 
De soundtrack omvat de volgende nummers:
1. "Snö" door Laleh - 4:30
2. "Prolog" - 1:07
3. "Ökenjakt" - 2:49
4. "Tempelriddarnas tema" - 0:59
5. "Till Varnhems kloster" - 1:48
6. "Längtan" - 3:34
7. "Avresan" - 1:04
8. "Gratias" - 3:26
9. "Arn & Cecilia" - 3:20
10. "Adiago" 2:17
11. "Mardröm" - 1:06
12. "Svärdet" 1:45
13. "Klostret" - 2:03
14. "Axevalla tvekamp" - 2:31
15. "Tempelriddarnas triumf" - 1:28
16. "Saladins läger" - 0:37
17. "Landet hemma" - 1:48
18. "Ankomsten" - 1:09
19. "Nunnekloster" - 0:58
20. "Västra Götaland" - 2:35
21. "Belöning" - 1:27
22. "Slutet" - 2:36
23. "Snö" door Laleh - 4:30

## Prijzen en nominaties
- In 2007 won de film de Jury Specialbagge van de Guldbagge Awards.
- In 2008 werd de film genomineerd voor de publieksprijs van de European Film Awards